# 埃尔皮卡索
埃尔皮卡索，是西班牙卡斯蒂利亚-拉曼恰昆卡省的一个市镇。总面积25平方公里，总人口696人（2001年），人口密度28人/平方公里。